# Nouveaux médias (art)
 (mars 2024).
La mise en forme du texte ne suit pas les recommandations de Wikipédia : il faut le « wikifier ».
Les points d'amélioration suivants sont les cas les plus fréquents. Le détail des points à revoir est peut-être précisé sur la page de discussion.
- Les titres sont pré-formatés par le logiciel. Ils ne sont ni en capitales, ni en gras.
- Le texte ne doit pas être écrit en capitales (les noms de famille non plus), ni en gras, ni en italique, ni en « petit »…
- Le gras n'est utilisé que pour surligner le titre de l'article dans l'introduction, une seule fois.
- L'italique est rarement utilisé : mots en langue étrangère, titres d'œuvres, noms de bateaux, etc.
- Les citations ne sont pas en italique mais en corps de texte normal. Elles sont entourées par des guillemets français : « et ».
- Les listes à puces sont à éviter, des paragraphes rédigés étant largement préférés. Les tableaux sont à réserver à la présentation de données structurées (résultats, etc.).
- Les appels de note de bas de page (petits chiffres en exposant, introduits par l'outil «  Source ») sont à placer entre la fin de phrase et le point final[comme ça].
- Les liens internes (vers d'autres articles de Wikipédia) sont à choisir avec parcimonie. Créez des liens vers des articles approfondissant le sujet. Les termes génériques sans rapport avec le sujet sont à éviter, ainsi que les répétitions de liens vers un même terme.
- Les liens externes sont à placer uniquement dans une section « Liens externes », à la fin de l'article. Ces liens sont à choisir avec parcimonie suivant les règles définies. Si un lien sert de source à l'article, son insertion dans le texte est à faire par les notes de bas de page.
- La présentation des références doit suivre les conventions bibliographiques. Il est recommandé d'utiliser les modèles {{Ouvrage}}, {{Chapitre}}, {{Article}}, {{Lien web}} et/ou {{Bibliographie}}. Le mode d'édition visuel peut mettre en forme automatiquement les références.
- Insérer une infobox (cadre d'informations à droite) n'est pas obligatoire pour parachever la mise en page.

Pour une aide détaillée, merci de consulter Aide:Wikification.
Si vous pensez que ces points ont été résolus, vous pouvez retirer ce bandeau et améliorer la mise en forme d'un autre article.

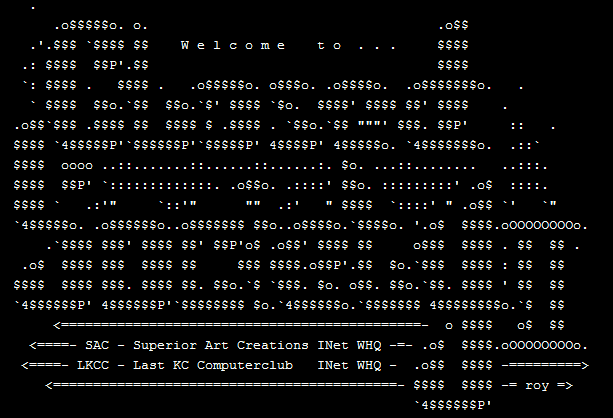
Capture d'écran Newskool ASCII avec les mots « Closed Society II »

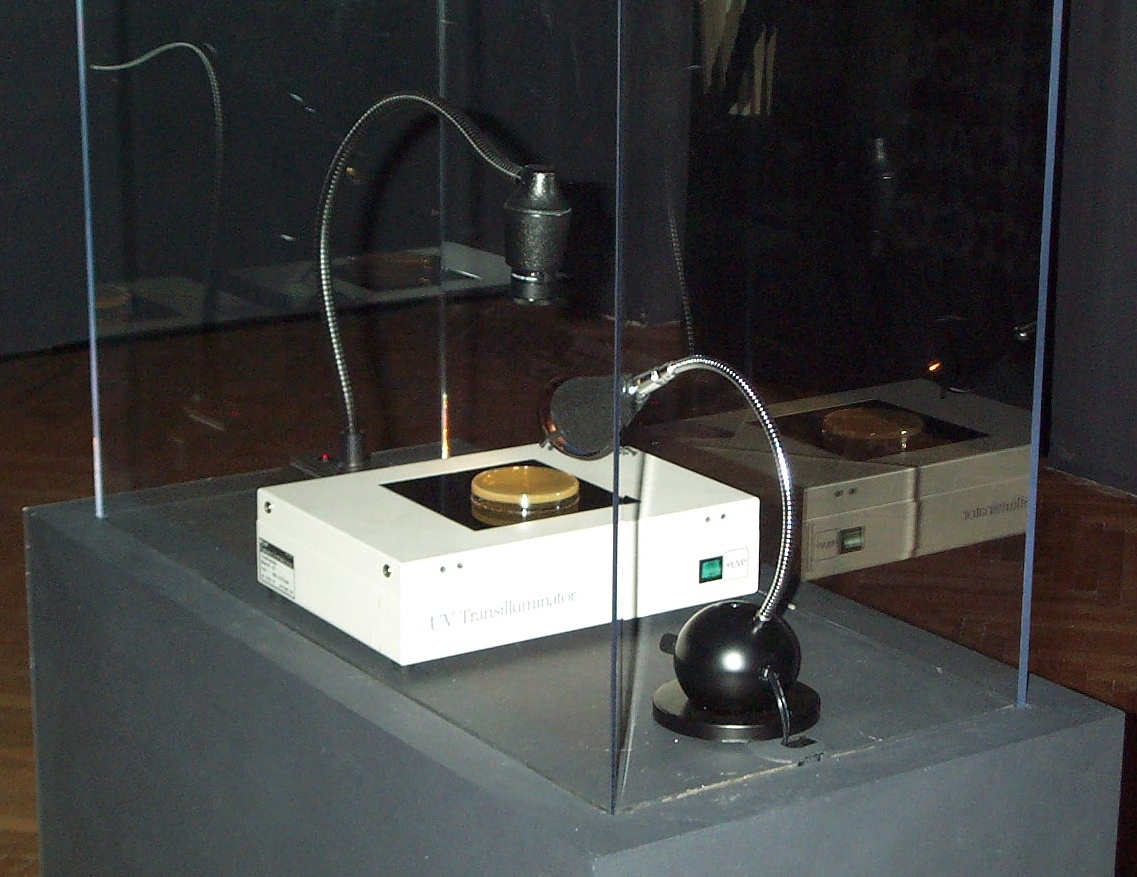
Installation Genesis d'Eduardo Kac Ars Electronica en 1999

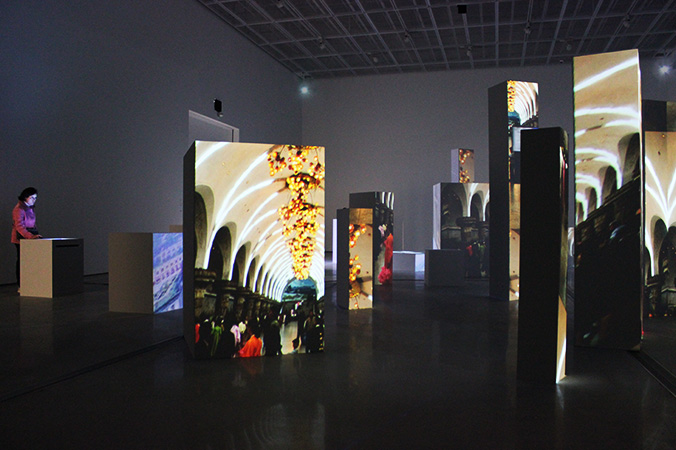
10.000 moving cities de Marc Lee en 2013 au Musée national d'art moderne et contemporain de Séoul en Corée du Sud

L’art des nouveaux médias (parfois appelé New Media Art, Neue Medienkunst ou arts médiatiques) comprend les œuvres conçues et produites en usant de nouvelles technologies tels que les technologies de la télécommunication, électroniques, numériques et scientifiques, qui ont émergé depuis la fin du XIXe siècle, principalement au XXe siècle. Il comprend l'art video, l'infographie, l'animation par ordinateur, l'art numérique, l'art interactif, l'art sonore, l'art internet, les jeux vidéo, la robotique, l'impression 3D, l'installation immersive et l'art cybernétique.
Dans l'art des nouveaux médias, l'accent est mis sur le médium, une caractéristique déterminante d'une grande partie de l'art contemporain. De nombreuses écoles d'art et universités proposent désormais des spécialisations en « nouveaux médias » et un nombre croissant de programmes d'études supérieures ont vu le jour à l'échelle internationale.
Les anglo-saxons ont introduit les termes media art et new media art, tandis que les Canadiens francophones utilisent arts médiatiques comme traduction quasi littérale de l'anglais media art. En France, art des médias n'a jamais été largement adopté, et art des nouveaux médias a timidement fait son apparition au début des années 2000. Le vocabulaire s'est considérablement enrichi au cours des cinquante dernières années, avec l'émergence de différentes périodes définies par les inventions techniques et les pratiques artistiques.
Dans les années 1950-1960, l'art cybernétique est apparu, définissant une démarche plutôt que le média utilisé. Les années 1970 et le début des années 1980 ont vu apparaître l'utilisation des termes art informatique, art à l'ordinateur et infographie. Les années 1980 ont été marquées par l'émergence des termes art électronique, art technologique et art numérique, visant à englober diverses pratiques au sein d'un champ commun. Les années 1990 ont introduit le multimédia, le cyber art et l'art des nouveaux médias.
L’art des nouveaux médias peut impliquer des degrés d’interaction divers entre l’œuvre d’art et le spectateur ou entre l’artiste et le public, comme c’est le cas dans les arts performatifs. Plusieurs chercheurs, curateurs et conservateurs notent que de telles formes d’interaction ne distinguent pas l’art des nouveaux médias d'autres genres mais constituent plutôt un terrain commun à d’autres courants de l’art contemporain. L’art des nouveaux médias implique des pratiques complexes de conservation et de préservation qui rendent la collecte, l’installation et l’exposition des œuvres plus difficiles que la plupart des autres médiums.

World Skin (1997), une Installation interactive en réalité virtuelle de Maurice Benayoun (Safari photo au pays de la guerre)

## Théoriciens et historiens
Parmi les théoriciens et historiens de l'art notables travaillant dans le domaine de l'art des nouveaux médias se trouvent :
- Roy Ascott
- Jean-Pierre Balpe
- Maurice Benayoun
- Christine Buci-Glucksmann
- Mario Costa
- Edmond Couchot
- Fred Forest
- Vera Frenkel
- Laurent Grasso
- Oliver Grau
- Dominique Moulon
- Nam June Paik
- Tony Oursler
- Catherine Perret
- Frank Popper
- Rafael Rozendaal‍
- Hito Steyerl
- teamLab

## Les types
L'art des nouveaux médias est un terme qui peut désigner des œuvres issues de disciplines telles que :
- Art game
- Art interactif
- Art numérique
- Art robotique
- Art vidéo
- ASCII art
- Demoscene

- Electronic art
- Glitch art
- Jeu vidéo
- Kinetic Art
- Motion design
- Net art
- Performance art